# フェロー諸島のバラッド

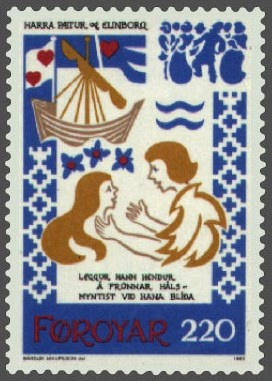
フェロー諸島で発行された切手。フェロー諸島のバラッドの一つ「ハラ・パートルとエリンボー （Harra Pætur & Elinborg）」の一場面が描かれている。

フェロー諸島のバラッド（Faroese ballad、フェロー語: Kvæði）は、フェロー諸島に伝わる古い民謡（バラッド）である。

## 概要
クヴェアイとも、フェロー諸島のバラードとも呼ばれることがある。
バラッドは、チェーンダンス（en:Faroese dance, フェロー・ダンス）と共に謡われる。
数百のバラッドが伝わっており、中には北欧神話に基づくバラッドもある。
またフェロー諸島には、ルイーマ（ríma, 複数形 rímur ルイムル）というアイスランドから伝わったと思しき民謡も残されている。

## 歴史
このバラッドは、古代ノース人やヴァイキングの文化にその源を発しているといわれている。
それらはヴァイキング入植地や国家で歌い踊り継がれてきたが、北ヨーロッパに訪れたキリスト教化の中で禁止されていった、あるいは時代の移り変わりと共に廃れていった、と考えられている。
歌謡は、伝統的に口伝によって受け継がれてきたが、1800年代初頭から書き残され始めた。この口伝という伝統は、フェロー語を今に残す一助となった。
最もよく知られたバラッドは、イエンス・クリスチャン・デュルフース (en:Jens Christian Djurhuus) によって書かれた『長蛇号』(en:Ormurin Langi) である。今日では、フェローのロックバンドティア（Týr、チュールのこと）がこのバラッドを自身の曲に活用している。
バラッドには、各行 (verse) の合間にある畳句（折り返し句、refrain, chorus）の歌唱に、数百もの聯 (stanza) を付加し組み入れることが出来るという。